# Natuurpark s’Albufera de Mallorca

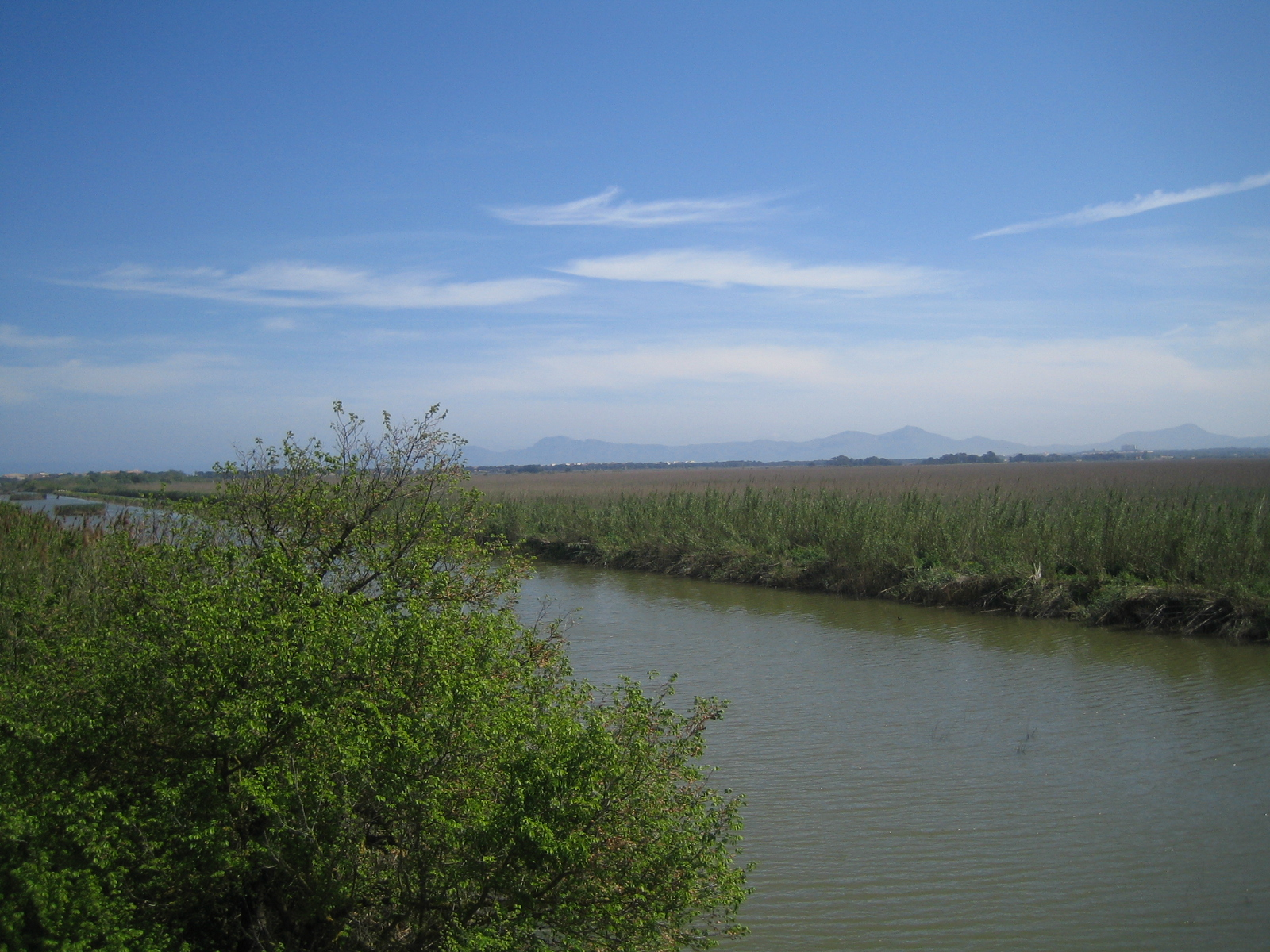

Het Natuurpark s’Albufera de Mallorca (Catalaans: Parc natural de s’Albufera de Mallorca/ Spaans: Parque natural de la Albufera de Mallorca) is een natuurpark op Mallorca (Balearen) in Spanje. Het natuurpark werd opgericht in 1988 en is 1646 hectare groot. Het natuurpark omvat moeras en duinen.